# Anja Jaenicke
Anja Jaenicke (née 9 octobre 1963 à Berlin) est une actrice de cinéma et de télévision allemande. Elle habite en France. Elle écrit des romans et des scénarios.

## Filmographie
- 1973 : Das Heimkind
- 1978 : David
- 1980 : Hetzjagt
- 1981 : Landluft (18 épisodes)
- 1982 : Das Maedchen auf der Treppe
- 1983 : Hellsehe wieder Willen
- 1983 : Hanna von acht bis acht
- 1984 : Inspecteur Derrick : Das Mädchen in Jeans (saison 11, épisode 1, Une jeune fille en jean's) : Rita Hauf
- 1984 : Die Schaukel (La Balance)
- 1984 : Mensch Bachman
- 1985 : Die Foersterbuben
- 1985: Inspecteur Derrick: Raskos Kinder (saison 12, épisode 3, Les enfants de Rasko): Anja Rasko
- 1985 : Die Kuecken kommen
- 1986 : Abschied von Berlin
- 1986 : Die kleine Kanallie
- 1986 : Richard et Cosima (Wahnfried / Richard und Cosima) de Peter Patzak : Daniela von Buelow (Allemagne/France)
- 1987 : Diese Drombusch (18 épisodes)
- 1987 : Otto der neue Film
- 1988 : Alibi Mozart
- 1988 : Das Maedchen in Jeans
- 1989 : Von Mord war nicht die Rede
- 1989-1990 : Diese Drombusch
- 1991-1992 : Hotel Paradies (6 épisodes)
- 1993 : Der Freispruch
- 1994 : Jedes Renne gegen den Tod
- 1997 : Roepers letzter Tag
- 1997 : Der Rastplatzmoerder

## Théâtre
- 1980 : The Merry Wifes of Windsor ((W. Shakespeare)
- 1982 : Stella (J.W. Goethe)
- 1983 : The Little Girl on the End of the Lane (Nicolas Gessner)

## Prix cinématographique
- Bayrischer Film preis
- Bambi
- Deutscher Darstellerpreis

## Livres
- 2002 : Das Gewicht meiner Frau (essai)
- 2007-2008 : Eagelsdance/WGA (scénario)
- 2009 : Die Nabelschnur' (roman)
- 2010 : The Umbilical Cord (scénario)
- 2011 : Das Spiegelbild des Seins